# Powiat Czeskie Budziejowice
Powiat České Budějovice (cz. Okres České Budějovice) – powiat w Czechach, w kraju południowoczeskim. Jego siedziba znajduje się w mieście Czeskie Budziejowice. Powierzchnia powiatu wynosi 1625,65 km², zamieszkuje go 179 043 osób (gęstość zaludnienia wynosi 110,18 mieszkańców na 1 km²). Powiat ten liczy 107 miejscowości, w tym 9 miast.
Od 1 stycznia 2003 powiaty nie są już jednostką podziału administracyjnego Czech. Podział na powiaty zachowały jednak sądy, policja i niektóre inne urzędy państwowe. Został on również zachowany dla celów statystycznych.

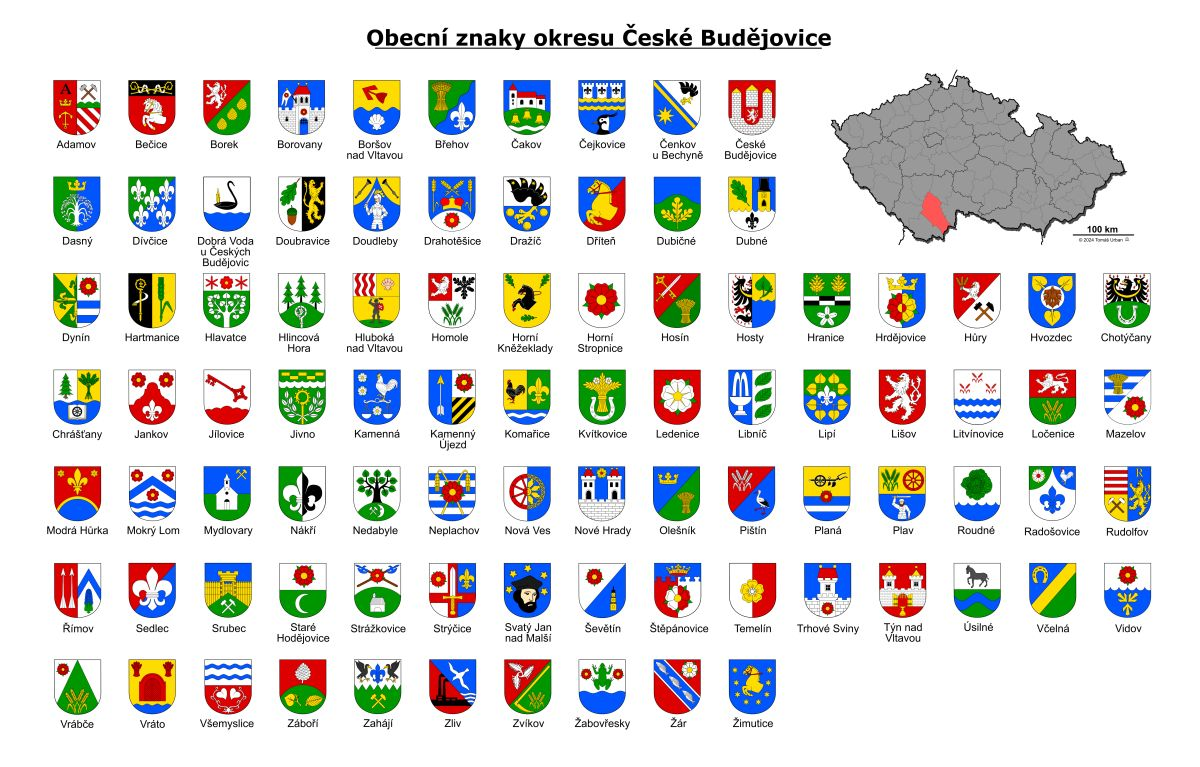
Herby gmin wchodzących w skład okresu

## Struktura powierzchni
Według danych z 31 grudnia 2003 powiat ma obszar 1625,65 km², w tym:
- użytki rolne – 53,11%, w tym 72,91% gruntów ornych
- inne – 46,89%, w tym 68,73% lasów
- liczba gospodarstw rolnych: 804

## Demografia
Dane z 31 grudnia 2003:
| Opis        | Ogółem  | Kobiety       | Mężczyźni     |
| ----------- | ------- | ------------- | ------------- |
| populacja   | 179 043 | 91 463 51,08% | 87 580 48,92% |
| średni wiek | 38,5    | 40,62         | 37,87         |

- gęstość zaludnienia: 110,18 mieszk./km²
- 72,21% ludności powiatu mieszka w miastach.

## Zatrudnienie
| Mieszkańcy ze stałym zatrudnieniem | 61 060       |
| Średnia pensja miesięczna          | 16 330 koron |
| Bezrobotni                         | 4314         |
| Stopa bezrobocia                   | 4,84%        |

## Szkolnictwo
W powiecie České Budějovice działają:
| Rodzaj szkoły                   | Liczba szkół |
| ------------------------------- | ------------ |
| Przedszkola                     | 73           |
| Szkoły podstawowe               | 55           |
| Gimnazja                        | 10           |
| Szkoły średnie techniczne       | 16           |
| Szkoły średnie ogólnokształcące | 12           |
| Szkoły wyższe                   | 6            |

## Służba zdrowia
| Lekarze                               | 828 |
| Szpitale                              | 1   |
| Specjalistyczne ośrodki terapeutyczne | 1   |
| Gabinety dentystyczne                 | 104 |
| Apteki                                | 35  |